# Charaxes fulgens
Charaxes fulgens är en fjärilsart som beskrevs av Rothschild 1900. Charaxes fulgens ingår i släktet Charaxes och familjen praktfjärilar. Inga underarter finns listade i Catalogue of Life.